# Anthodioctes navarroi
Anthodioctes navarroi är en biart som beskrevs av Urban 1999. Anthodioctes navarroi ingår i släktet Anthodioctes och familjen buksamlarbin. Inga underarter finns listade i Catalogue of Life.